# Прапор Михайлівки
Пра́пор Миха́йлівки затверджений 20 березня 2009 року рішенням 27 сесії Михайлівської селищної ради.

## Опис
Прапор являє собою полотнище розділене впродовж кольорами герба (зелений, пурпур) із розміщенням у центральній частині полотнища великого Герба Михайлівської селищної ради.